# 2006-os FIFA-klubvilágbajnokság-döntő
A 2006-os FIFA-klubvilágbajnokság-döntőjét december 17-én játszotta a 2005–2006-os UEFA-bajnokok ligája győztese, a spanyol FC Barcelona és a 2006-os Copa Libertadores győztese, a brazil Internacional. A helyszín a jokohamai Nemzetközi Stadion volt, a találkozót 1–0-ra az Internacional nyerte Adriano Gabiru góljával. Az brazil csapat első klubvilágbajnoki/Interkontinentális kupa győzelmét szerezte. A mérkőzés legjobbja Deco lett.

## Út a döntőbe
| Internacional                            | Csapat       | Barcelona                                                                |
| ---------------------------------------- | ------------ | ------------------------------------------------------------------------ |
| CONMEBOL                                 | Konföderáció | UEFA                                                                     |
| A 2006-os Copa Libertadores győztese     | Kvalifikáció | A 2005–2006-os UEFA-bajnokok ligája győztese                             |
| Erőnyerő                                 | Selejtező    | Erőnyerő                                                                 |
| Erőnyerő                                 | Negyeddöntő  | Erőnyerő                                                                 |
| 2–1 Al-Ahli (Pato 23', Luiz Adriano 72') | Elődöntő     | 4–0 Club América (Guðjohnsen 11', Márquez 30', Ronaldinho 65', Deco 85') |

### A mérkőzés
| 2006. december 17. 19:20 |

| Internacional      | 1–0               | Barcelona |
| ------------------ | ----------------- | --------- |
| Adriano Gabiru 82' | (0–0) Jegyzőkönyv |           |

| Nemzetközi Stadion, Jokohama Nézőszám: 67,128 Játékvezető: Carlos Batres (Guatemala) |

| Internacional | Barcelona |

|             |    |                     |       |     |
|             |    |                     |       |     |
| GK          | 1  | Clemer              |       |     |
| RB          | 2  | Ceará               |       |     |
| CB          | 3  | Índio               | 45'   |     |
| CB          | 4  | Fabiano Eller       |       |     |
| LB          | 15 | Rubens Cardoso      |       |     |
| DM          | 8  | Edinho              |       |     |
| RM          | 5  | Wellington Monteiro |       |     |
| LM          | 7  | Alex                |       | 46' |
| AM          | 9  | Fernandão (c)       |       | 76' |
| CF          | 10 | Iarley              | 90+3' |     |
| CF          | 11 | Alexandre Pato      |       | 61' |
| Cserék:     |    |                     |       |     |
| MF          | 17 | Fabián Vargas       |       | 46' |
| FW          | 18 | Luiz Adriano        |       | 61' |
| FW          | 16 | Adriano Gabiru      | 84'   | 76' |
| Vezetőedző: |    |                     |       |     |
| Abel Braga  |    |                     |       |     |

|                |    |                          |     |     |
|                |    |                          |     |     |
| GK             | 1  | Víctor Valdés            |     |     |
| RB             | 11 | Gianluca Zambrotta       |     | 46' |
| CB             | 4  | Rafael Márquez           |     |     |
| CB             | 5  | Carles Puyol (c)         |     |     |
| LB             | 12 | Giovanni van Bronckhorst |     |     |
| DM             | 3  | Thiago Motta             | 55' | 59' |
| CM             | 24 | Andrés Iniesta           |     |     |
| AM             | 20 | Deco                     |     |     |
| RW             | 8  | Ludovic Giuly            |     |     |
| LW             | 10 | Ronaldinho               |     |     |
| CF             | 7  | Eiður Guðjohnsen         |     | 88' |
| Cserék:        |    |                          |     |     |
| DF             | 2  | Juliano Belletti         |     | 46' |
| MF             | 6  | Xavi                     |     | 59' |
| FW             | 18 | Santiago Ezquerro        |     | 88' |
| Vezetőedző:    |    |                          |     |     |
| Frank Rijkaard |    |                          |     |     |

| A mérkőzés legjobbja: Deco (Barcelona) Asszisztens: Carlos Pastrana (Honduras) Leonel Leal (Costa Rica) Negyedik játékvezető: Mohamed Salleh Subkhiddin (Malajzia) | Szabályok - 90 perc játékidő. - 30 perc hosszabbítás döntetlen esetén. - Tizenegyesek ha nincs döntés. - Tizenkét nevezhető csere. - Maximum három cserelehetőség. |

### Statisztika
|                      | Internacional | Barcelona |
| -------------------- | ------------- | --------- |
| Gól                  | 1             | 0         |
| Összes lövés         | 10            | 17        |
| Kaput eltaláló lövés | 2             | 6         |
| Labdabirtoklás       | 43%           | 57%       |
| Szöglet              | 2             | 11        |
| Szabálytalanság      | 25            | 15        |
| Les                  | 5             | 1         |
| Sárga lap            | 3             | 1         |
| Piros lap            | 0             | 0         |